# Gorron
Gorron település Franciaországban, Mayenne megyében. Lakosainak száma 2475 fő (2022. január 1.). Gorron Lesbois, Brecé, Colombiers-du-Plessis, Couesmes-Vaucé, Hercé, Saint-Aubin-Fosse-Louvain és Passais Villages községekkel határos.

## Népesség
A település népességének változása:
| Lakosok száma | 2400 | 2825 | 2837 | 2759 | 2683 | 2623 | 2560 | 2552 | 2543 | 2475 |
|               | 1968 | 1982 | 1990 | 2006 | 2013 | 2015 | 2017 | 2019 | 2020 | 2022 |